# ミッツィ・カスパル

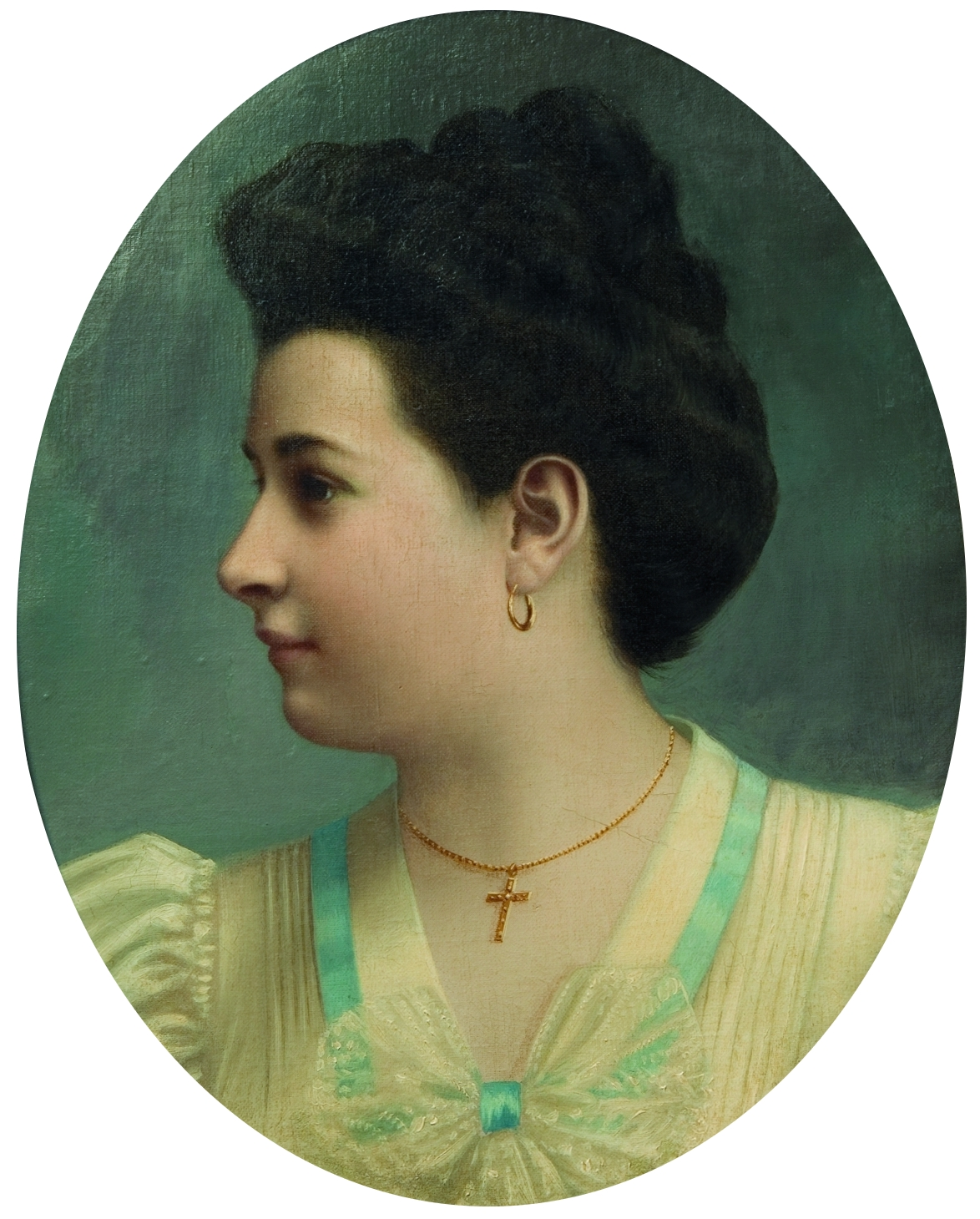
ミッツィ・カスパル

ミッツィ・カスパル（Mizzi Kaspar、1864年 - 1907年）は、オーストリア皇太子ルドルフの愛人である。

## 生涯
カスパルは女優であり、また、娼婦でもあったと見られている。
カスパルはルドルフの一番のお気に入りの女性で、彼女に多額の贈り物をしており、死の直前にも6万グルデンを贈っていた。R・H・ブルース・ロッカートは彼女を「彼の人生における真の恋人」と呼んだ。
カスパルは1907年に梅毒で亡くなった。

## マイヤーリンク事件
以前にルドルフはカスパルに自殺願望について話し、一緒に心中しようと提案した。彼女はそれを断り、警察に知らせようとしたが、彼女の報告は無視された。一部の歴史家によると、カスパルはルドルフが心中を持ちかけた最初の相手だったという。彼女が拒否したため、彼は他の愛人であるマリー・ヴェッツェラと心中した。
サージ・シュメマンは次のように記している。

実際、ルドルフ皇太子は死の少なくとも半年前に自殺を考えていた。彼は最初、彼の運命を分かち合うために彼の生涯の最愛の愛人であるミッツィ・カスパルに持ちかけたが、24歳の彼女は拒否した。

## 大衆文化において
マイヤーリンクでのルドルフの心中は、本、バレエ、演劇、映画などの題材となった。1968年の映画『うたかたの恋』では、ファビエンヌ・ダリがカスパルを演じた。